# Arkona (Band)
Arkona (russisch Аркона) ist eine russische Folk- und Pagan-Metal-Band. Der Bandname geht auf eine slawische Kultstätte am Kap Arkona zurück.

## Bandgeschichte

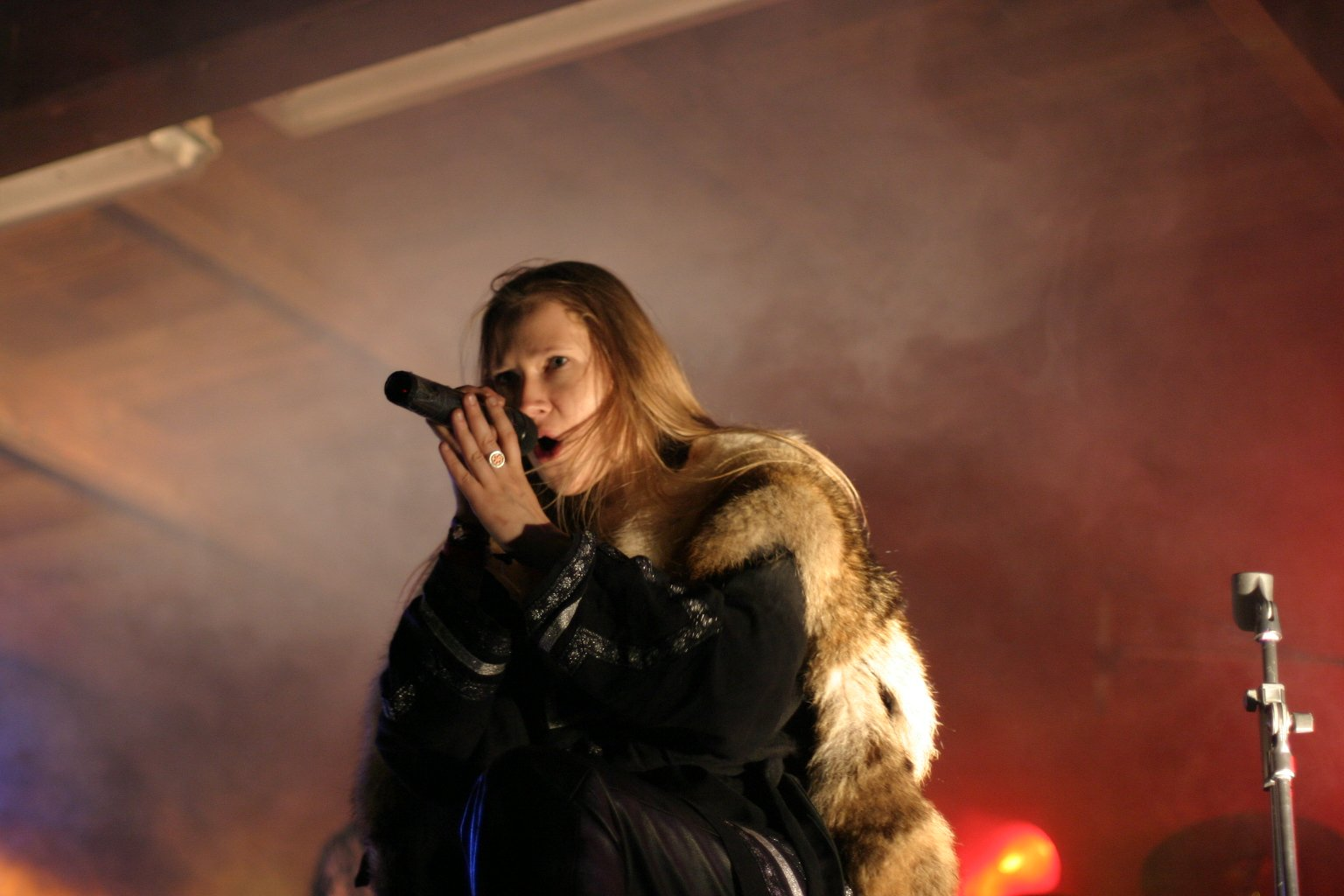
Sängerin und Bandgründerin Maria Archipowa (live auf dem Blacktroll Festival, Juni 2010)

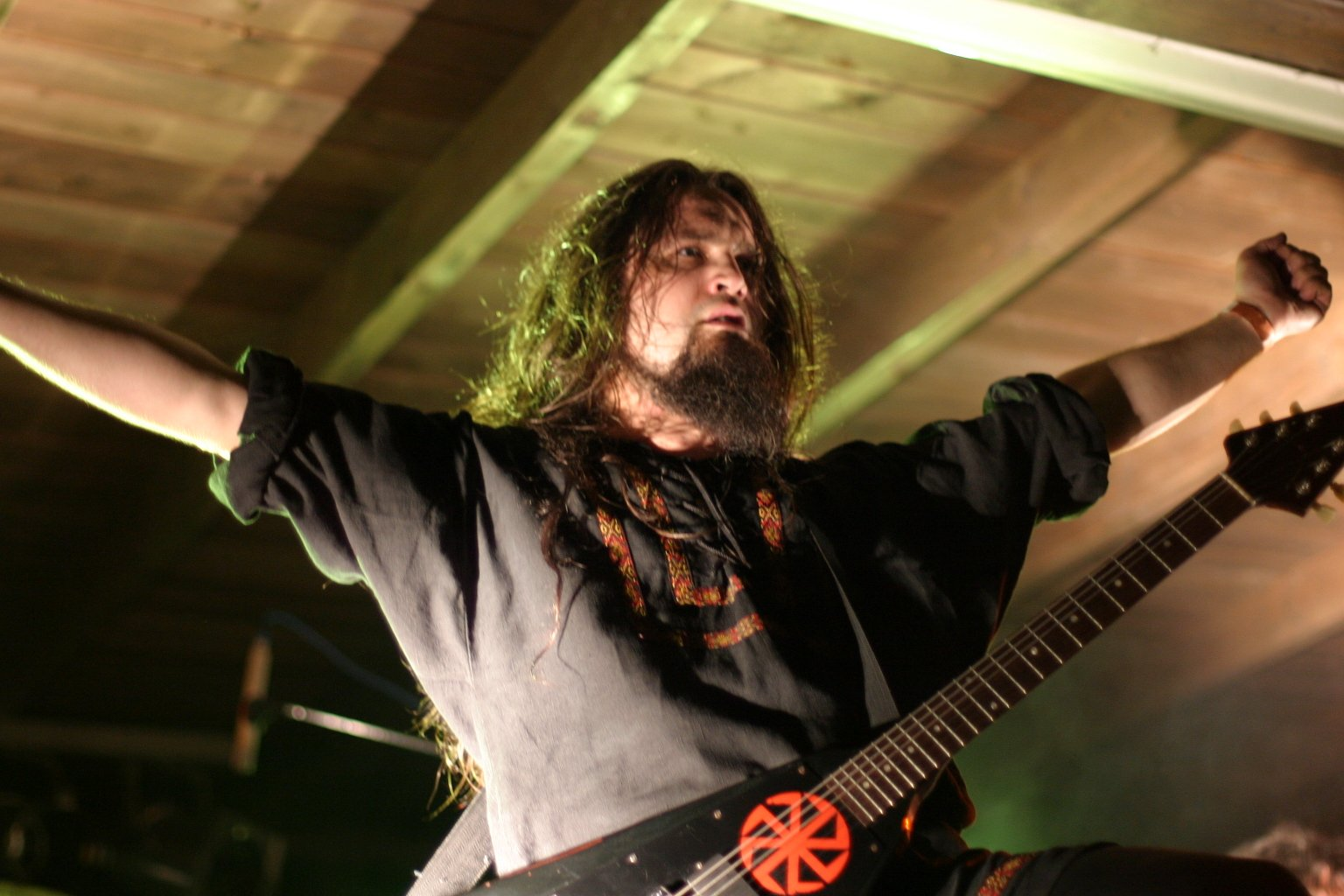
Gitarrist Sergei ‚Lazar‘ (live auf dem Blacktroll Festival, Juni 2010)

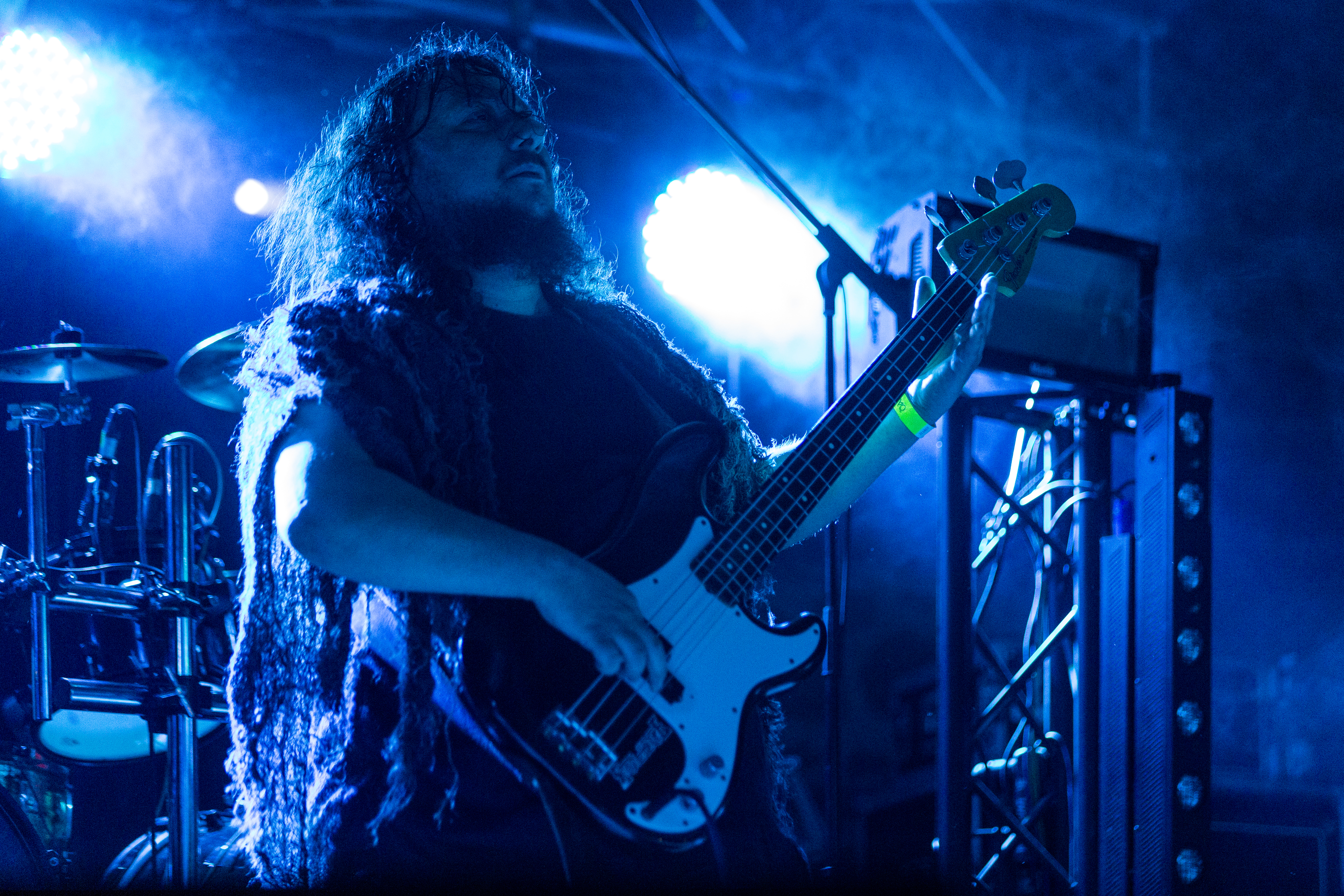
Bassist Ruslan ‚Knjas‘ auf dem Dark Troll Festival 2018

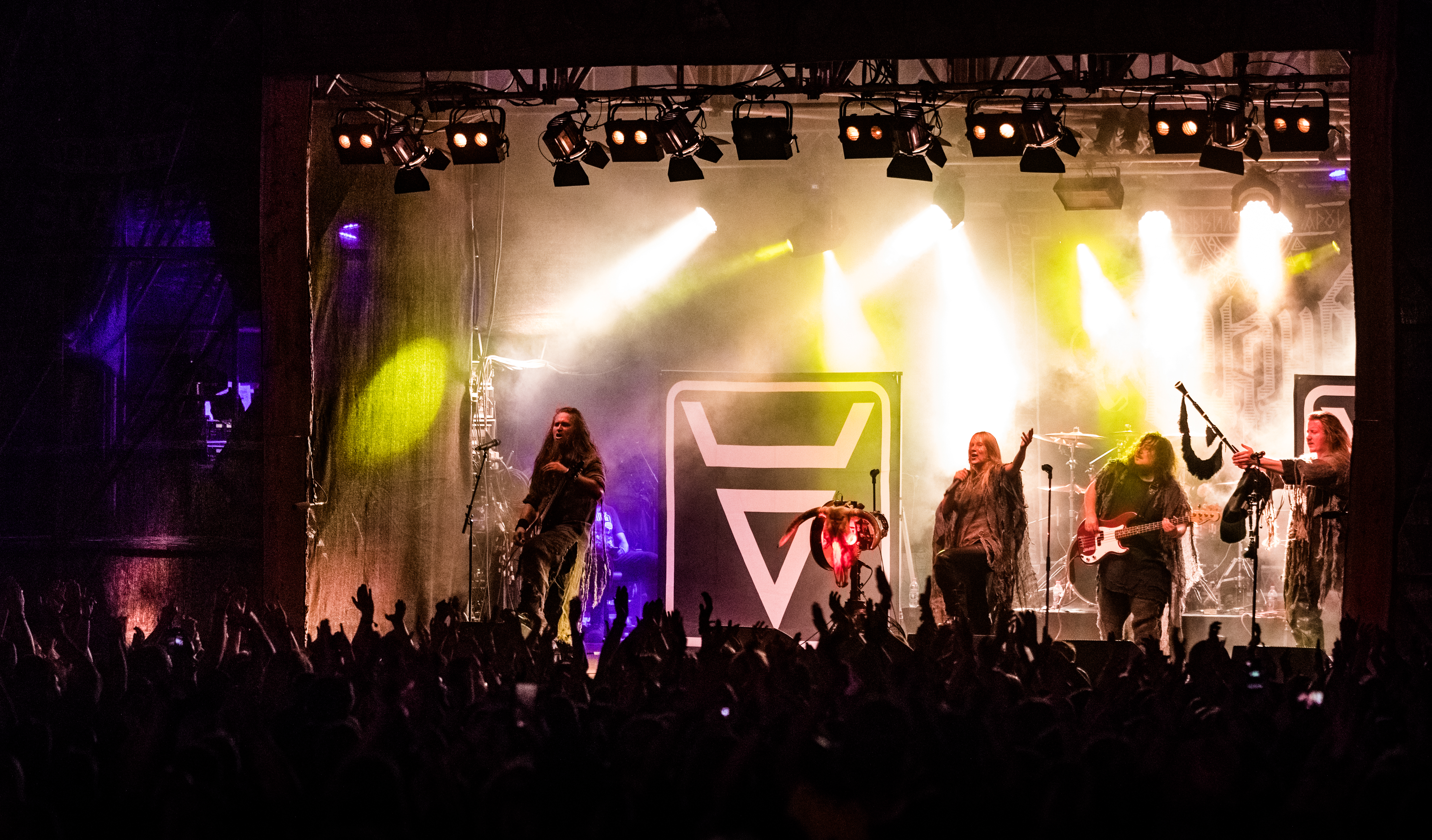
Arkona live beim Wacken Open Air 2018

Gegründet wurde die Band Anfang 2002 unter dem Namen „Hyperborea“ von der jetzigen Sängerin Maria Archipowa und dem ehemaligen Schlagzeuger Alexander Koroljow, bereits im Februar desselben Jahres wurde die Gruppe in „Arkona“ umbenannt. Noch am Ende des Jahres wurde die Demo Rus veröffentlicht.
Obwohl die Band 2003 einige lokale Auftritte hatte, unter anderem auch mit Bands wie Pagan Reign oder Butterfly Temple, verloren die meisten Mitglieder immer mehr das Interesse. Im September 2003 blieb die Sängerin Maria Archipowa als einziges Mitglied übrig. Im folgenden Jahr spielte sie die Alben Wosroschdenije (deutsch „Wiedergeburt“) und Lepta mit Gastmusikern ein. Im folgenden Jahr fand Archipowa neue Bandmitglieder, mit denen das Album Wo Slawu Welikim! (deutsch „Zu Ehren der Großen“) aufgenommen wurde. 2006 erschien mit Schisn Wo Slawu ein Livealbum, auf dem die Stücke der Demo als Bonustracks enthalten sind.
Am 31. Oktober 2007 wurde im Rahmen eines Konzertes in Moskau das neue Album Ot Serdza k Nebu (deutsch „Vom Herz zum Himmel“) vorgestellt. Das Konzert wurde mit sechs Kameras aufgezeichnet und schließlich 2009 als Live-DVD unter dem Namen Notsch Welesowa (deutsch „Velesnacht“) veröffentlicht. Ebenfalls 2007 gab Arkona ihr Debütkonzert in Mitteleuropa auf dem deutschen Festival Rock for Roots in Nauen. 2008 unterschrieben sie einen Plattenvertrag bei dem österreichischen Metal-Label Napalm Records, welches das Album Ot Serdza k Nebu in einer leicht abgeänderten Version auch außerhalb Russlands veröffentlichte. Im gleichen Jahr waren sie zu Gast beim Ragnarök-Festival. Auch 2009 war dort ein Auftritt geplant, wurde aber aufgrund der zweiten Schwangerschaft von Mascha abgesagt.
Im Frühjahr 2009 veröffentlichte die Band die Compilation Pojom Wmeste (deutsch „Singen wir gemeinsam“) mit 15 Songs von vorherigen Alben. Die Stücke liegen allesamt als Instrumentalversionen vor, lediglich Hintergrundchöre sind an einigen Stellen vorhanden. Die Compilation wurde von der Band ab dem 25. April 2009 über das russische Downloadportal ifolder.ru zum freien Download angeboten.
Am 30. Oktober 2009 wurde das Album Goi, Rode, Goi! über Napalm Records veröffentlicht. Zum Titelstück wurde am 7. Oktober ein Musikvideo vorgestellt. Am 17. März 2010 folgte das zweite Video zu diesem Album, Liki Bessmertnykh  Bogov. Ein weiteres Video zu Yarilo, welches aus Live-Mitschnitten besteht, folgte Ende 2010.
Am 27. Mai 2011 erschien die EP Stenka na Stenku (deutsch „Wand an Wand“). Diese enthält unter anderem Coverversionen zweier Songs von Shaman und der russischen Band Svarga, sowie zwei neue, bisher unveröffentlichte Lieder. Der Titel bezieht sich auf einen alten russischen Brauch, bei dem zwei Gruppen einen freundschaftlichen Faustkampf untereinander austragen. Anfang Mai wurde zum Titelsong der EP ein Video veröffentlicht.
Im August 2011 wurde das Studioalbum Slovo (deutsch „Das Wort“) veröffentlicht. Mit einer Spielzeit von knapp 60 Minuten fällt es deutlich kürzer aus als Goi, Rode, Goi! mit fast 80 Minuten; dennoch sind mehr Lieder auf dem Album vertreten.
Ende 2012, Anfang 2013 gingen Arkona auf eine Europatour, kombiniert mit einem Abstecher an die dritte "70'000 Tons of Metal" Cruise. Ebenfalls gaben sie die Beendigung des neuen Livealbums "Decade of Glory!" ("10 лет во Славу") bekannt.
2013 gingen sie zusammen mit Alestorm, Thyrfing, Ex Deo, Wolfchant und Bornholm auf die Paganfest-Europatour. Im Herbst folge eine ausgiebige Headliner-Tour durch Nord- und Südamerika sowie einige Konzerte in Europa zusammen mit Therion.
2014 erschien ihr Album Yav, 2018 Khram.

## Stil

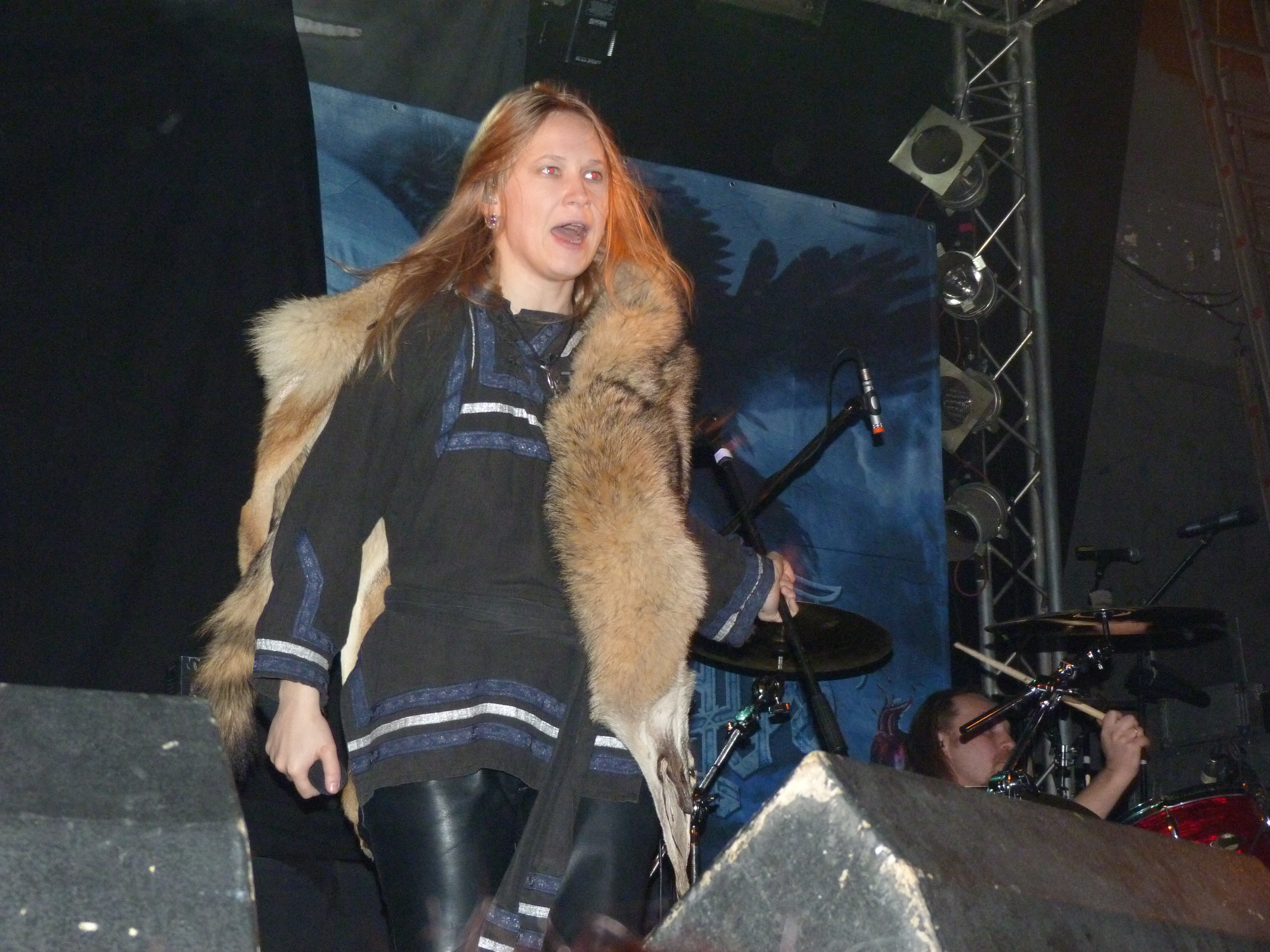
Masha Scream Archipova - Club 202, 2014

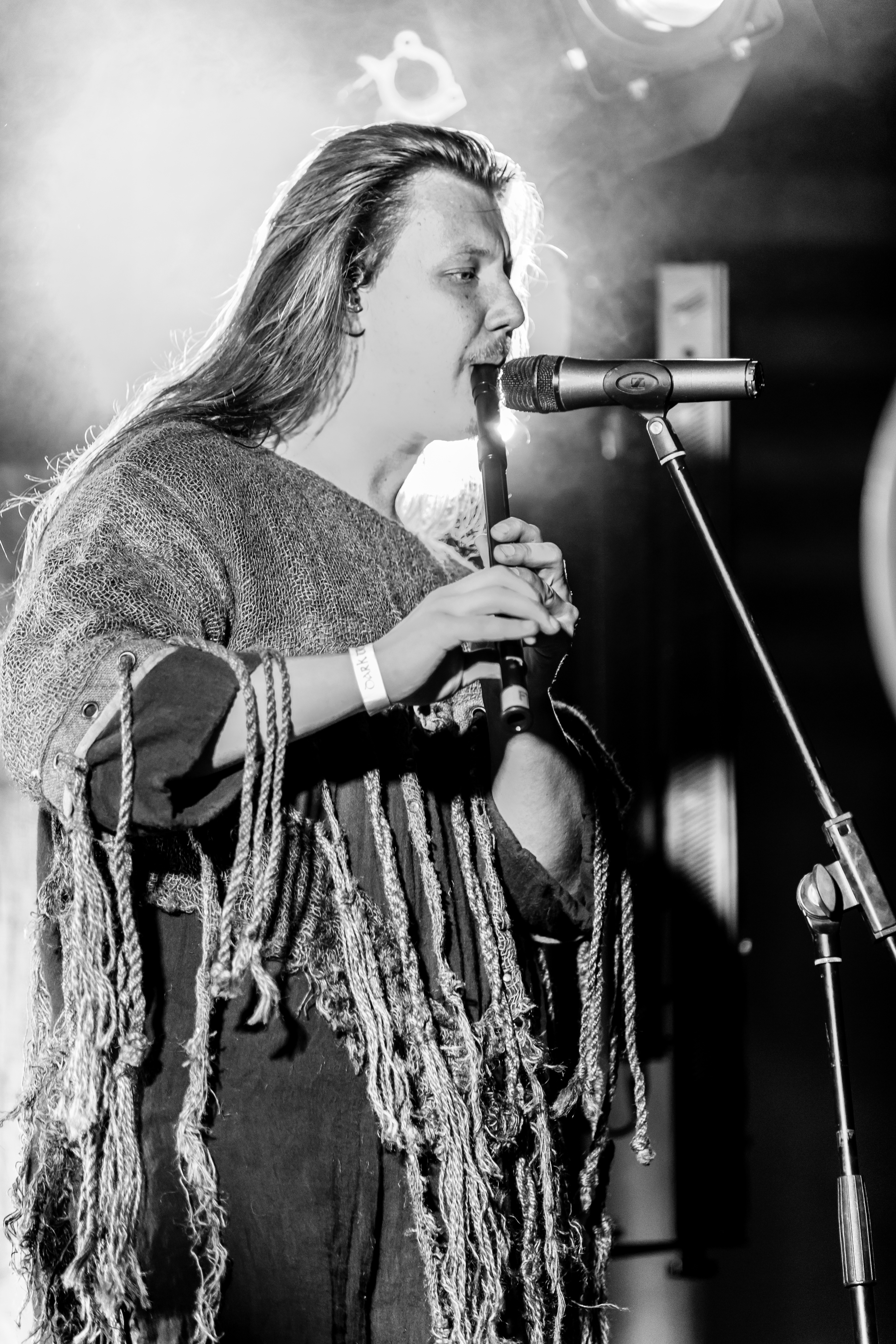
Wladimir ‚Volk‘ auf dem Dark Troll 2018

Die Texte beschäftigen sich zum großen Teil mit der slawischen Geschichte. Laut Maria Archipowa ist die Musik Arkonas unpolitisch und insbesondere frei von faschistischem oder antisemitischem Gedankengut. Stilprägend für die Kompositionen der Band ist der wandlungsfähige Gesang von Mascha ‚Scream‘. Die Musik ist überwiegend eine mit Finntroll oder Månegarm vergleichbare Mischung aus Folk Metal und Black Metal. Die Melodien sind oft von russischer Musik inspiriert und von Flötenklängen dominiert. Auf den ersten beiden Alben wurden für die Folk-Melodien Keyboard-Samples verwendet, auf neueren Alben kommen vermehrt echte traditionelle Instrumente zum Einsatz.

## Diskografie

### Demos
- 2002: Rus (Русь, Demo)

### Alben
- 2004: Wosroschdenije (Возрождение) (Sound Age Production)
  - 2008: Re-Release als Vozhrozhdenie (Soulfood)
- 2004: Lepta (Лепта) (Sound Age Production)
  - 2008: Re-Release (Soulfood)
- 2005: Wo slawu Welikim! (Во славу Великим!) (Sound Age Production)
  - 2008: Re-Release als Vo Slavu Velikim! (Soulfood)
- 2007: Ot serdza k nebu (От сердца к небу) (Sound Age Production)
  - 2008: Re-Release als Ot Serdca k Nebu (Napalm Records)
- 2009: Goi, Rode, Goi! (Гой, Роде, Гой!) (Napalm Records)
- 2011: Slovo (Слово) (Napalm Records)
- 2014: Yav (Napalm Records)
- 2018: Khram (Napalm Records)
- 2023: Kob (Napalm Records)

### Livealben / DVDs
- 2006: Schisn wo slawu (Жизнь во славу) (Sound Age Production)
- 2009: Notsch Welesowa (Ночь Велесова) (Napalm Records)
- 2013: Decade of Glory (10 лет во Славу) (Napalm Records / Sound Age Production)

### Kompilationen
- 2009: Pojom wmeste (Поём вместе)
- 2013: Pojom wmeste II (Поём вместе II)
- 2013: Akustika (Акустика)

### Musikvideos
- 2008: Pokrowy Nebesnogo Starza (Покровы Небесного Старца)
- 2009: Rus (Русь)
- 2009: Slawsja, Rus! (Славься, Русь!)
- 2009: Goi, Rode, Goi! (Гой, Роде, Гой!)
- 2010: Liki Bessmertnykh  Bogov (Лики бессмертных богов)
- 2010: Yarilo (Ярило)
- 2011: Stenka na Stenku (Стенка на Стенку)